# 遊行上人
遊行上人（ゆぎょうしょうにん）とは、時宗集団における指導者に対する敬称。
特に開祖である一遍、その弟子で遊行派の始祖である他阿を指す事が多い。
二代他阿以降、代々他阿（他阿弥陀仏）の名をも継承している。時宗の総本山である清浄光寺の法主が継承しており、藤沢上人と同一視されることもあるが、本来は隠居した遊行上人を指す言葉であり、一方で遊行上人とならなかった藤沢上人も存在する。梅谷繁樹は、本来代々の遊行上人および藤沢上人が名乗った名は他阿弥陀仏のみであり、「真教」（二代）や「尊観」（12代）のような道号を用いるようになったのは近世以降ではないかと見ている。またこれらの道号は、江戸時代前期の42代上人他阿尊任の頃に整備され、以降の上人も道号を名乗るようになったのではないかと見ている。

## 著名な遊行上人
- 一遍 - 初代遊行上人
- 他阿 - 二代遊行上人
- 他阿智得 - 三代遊行上人
- 呑海 - 四代遊行上人。清浄光寺（遊行寺）開基
- 他阿一鎮 - 六代遊行上人。迎称寺(こうしょうじ)（京都市左京区浄土寺真如町）開基とも伝える。
- 他阿託何 - 七代遊行上人
- 尊観法親王 - 12代遊行上人
- 他阿一雲 -73代遊行上人
- 他阿真円 -当代である74代遊行上人、57世藤沢上人[4]。